# 100% Hell
100% Hell è il sesto album del gruppo thrash metal italiano Necrodeath pubblicato il 17 aprile 2006. Andy sostituisce Claudio alla chitarra. Il disco presenta vari ospiti: Cronos dei Venom esegue una parte vocale nel brano February 5th, 1984, Federica Badalini (Soul Takers) suona le tastiere in Identity Crisis mentre Sonya Scarlet (Theatres des Vampires) duetta con Flegias nella traccia omonima.

## Tracce
1. February 5th, 1984 – 0:58
2. Forever Slaves – 3:22
3. War Paint – 4:36
4. Master of Morphine – 4:20
5. The Wave – 3:52
6. Theoretical and Artificial – 3:25
7. Identity Crisis – 4:28
8. Beautiful-Brutal World – 3:15
9. Hyperbole – 0:55
10. 100% Hell – 9:38

## Formazione

### Gruppo
- Flegias - voce
- Peso - batteria
- Andy - chitarra
- John - basso

### Altri musicisti
- Cronos: voce in February 5th, 1984
- Federica Badalini: tastiere in Identity Crisis
- Sonya Scarlet: voce in 100% Hell